# La Gazette du Comminges
La Gazette du Comminges est un hebdomadaire local français diffusé dans le Sud de la Haute-Garonne et l'Est des Hautes-Pyrénées. Il revendique 12 500 lecteurs mais sa diffusion payée n'est pour l'instant pas contrôlée par l'OJD. Il est détenu par le groupe La Dépêche. Ses bureaux sont situés à Saint-Gaudens.
Il le seul journal d'information du Comminges à laisser trois dessinateurs de presse s'exprimer dans ses colonnes.

## Histoire
Le journal paraît pour la première fois le 19 décembre 2007,. Il est fondé par le Groupe La Dépêche sous l'impulsion de Pierre Peyrafitte, alors directeur de Nostalgie Comminges.